# 비극은 없다 (영화)
"비극은 없다"는 1959년 공개된 대한민국의 영화이다.

## 배역
- 김진규
- 김지미
- 최무룡
- 양미희
- 최남현
- 장동휘
- 황정순
- 김칠성
- 방수일
- 김정옥
- 최승이

## 수상
- 1960년 제3회 부일영화상
  - 남우주연상 - 김진규